# 柿本量平
柿本 量平（かきもと りょうへい、1991年2月2日 - ）は、地方競馬の船橋競馬場山本学厩舎に所属している騎手。
父・政男は船橋競馬の元騎手・元調教師。叔父は、船橋競馬の元調教師の柿本政義。（政男の兄）

## 来歴
2011年3月31日付けで地方競馬騎手免許を取得し、父である柿本政男の厩舎からデビューした。同年5月2日、船橋競馬第5競走（C3九組条件戦）でレース初騎乗。12頭立ての9番人気キシュウノユメに騎乗し8着。その後同年7月7日から高知競馬場の雑賀正光厩舎に入り、翌年7月6日までの予定で期間限定騎乗を行う。2011年10月22日の高知競馬第3競走（C3組条件戦）で6頭立ての1番人気ラッキーバニヤンに騎乗し初勝利。同年11月6日にも同馬に騎乗し勝利するが、2012年1月23日に一身上の都合で船橋に戻る。
高知での期間限定騎乗中には、体重調整の失敗により2度の騎乗停止処分が下された。また、2012年4月4日には騎乗予定があるにもかかわらず調整ルームへの入室を忘れたことにより騎乗停止処分が下されている。2013年3月14日の浦和競馬第9競走で12頭立て4番人気・柿本政男厩舎所属のメガボルケーノに騎乗し通算3勝目・南関東競馬での初勝利を父親の管理馬と共に挙げる。
以後勝利から遠ざかるが、佐賀競馬場での期間限定騎乗中だった2015年3月8日第5競走（C2組条件戦）で7頭立て1番人気のキングリホリホに騎乗し4勝目を挙げた。しかし、この勝利を最後に約10年間勝利から遠ざかっていた。
2017年1月27日に父・政男の死去に伴い同年2月15日付で渡邊薫厩舎に移籍する。2019年5月20日付で山本学厩舎に移籍した。
2023年5月1日の船橋競馬第12競走では13頭立て9番人気のタロウシュンに騎乗したが勝ち馬から8.5秒離された最下位に終わり、「発走において扶助操作に適切を欠き、大差入線となったため」2日間の騎乗停止処分を下された。
2024年11月6日から2025年2月5日まで笠松競馬場で期間限定騎乗を行う。
2025年1月31日、笠松競馬場での期間限定騎乗が5月5日まで延長される。
2025年4月4日、笠松競馬第4競走にて、単勝1番人気のエイシンドラーゴに騎乗し、実に10年と27日、554戦ぶりの勝利を挙げた。
地方通算成績は802戦6勝・2着13回・3着17回・勝率0.7%・連対率2.4%(令和7年4月16日現在)。